# Pieksänjärvi
Pieksänjärvi eller Pieksäjärvi är en sjö i Finland. Den ligger i kommunen Pieksämäki i landskapet Södra Savolax, i den centrala delen av landet, 270 km nordost om huvudstaden Helsingfors. Pieksänjärvi ligger 118,9 meter över havet. Den är 14 meter djup. Arean är 20,98 kvadratkilometer och strandlinjen är 64,43 kilometer lång. Sjön  ingår i Kymmene älvs huvudavrinningsområde.   I omgivningarna runt Pieksänjärvi växer i huvudsak blandskog.
Följande öar ligger i Pieksänjärvi:
- Pajuluoto (en ö)
- Syväsaari (en ö)
- Haapasaari (en ö)
- Tupsu (en ö)
- Lastensaari (en ö)
- Ollinluoto (en ö)
- Tuomarsaari (en ö)
- Huttukivi (en ö)
- Salonsaari (en ö)

Följande samhällen ligger vid Pieksänjärvi:
- Pieksämäki (12 167 invånare)